# 4235 Tatishchev
4235 Tatishchev (1978 SL5) là một tiểu hành tinh vành đai chính được phát hiện ngày 27 tháng 9 năm 1978 bởi L. I. Chernykh ở Nauchnyj.